# Infanterie-Division Bärwalde
Die Infanterie-Division Bärwalde war eine deutsche Infanterie-Division des Heeres im Zweiten Weltkrieg mit Standort in Gross-Born im Wehrkreis II.

## Geschichte

### Aufstellung
Die Division wurde als „Gneisenau-Einheit“ am 20. Januar 1945 bei Bärwalde in Pommern zur Besetzung der Pommernstellung an der Ostfront aufgestellt. Hierzu wurden in der Nähe verfügbare Einheiten aus Ausbildungseinrichtungen der Wehrmacht (u. a. die Artillerieschule II aus Gross Born), Reste anderer Einheiten, Alarm- und Volkssturmeinheiten schnell zusammengezogen.

### Korpsgruppe von Tettau
Die Division war gemeinsam mit der Infanterie-Division Pommerland Bestandteil der provisorischen Korpsgruppe von Tettau. Zu Beginn des Fronteinsatzes der Division war die Korpsgruppe von Tettau der 11. SS-Panzerarmee zugeordnet, ab März der 3. Panzerarmee.

### Vernichtung
Der Verband kämpfte um den Dievenow-Brückenkopf und wurde am 12. März 1945 aufgelöst, nachdem sie zuvor bei Kämpfen mit der Roten Armee sehr stark dezimiert worden war.

## Gliederung
- Regiment Bärwalde 1
- Regiment Bärwalde 2
- Regiment Bärwalde 3
- Regiment Bärwalde 4
- Regiment Bärwalde 5
- Artillerie-Regiment Bärwalde
- Pionier-Bataillon Bärwalde
- Fernmelde-Bataillon Bärwalde

## Kommandeur
- Generalleutnant Wilhelm Raithel